# Liliana Cá
Liliana Cá  (Barreiro, 1986) é uma atleta portuguesa especializada no lançamento de disco. Em 2024, ganhou a medalha de bronze no Campeonato Europeu de atletismo Roma2024.

## Biografia
Liliana da Silva Cá, descendente de guineeneses, nasceu no Barreiro no dia 5 de Novembro de 1986.
Após uma pausa na carreira, entre 2013 e 2018, para cuidar dos filhos, conquistou a medalha de prata nos Jogos do Mediterrâneo de 2018.
Foi no CA Vale da Amoreira  que se iniciou na modalidade. Passou pelo Sporting e pelo Benfica, antes de emigrar para Inglaterra. Assinou, pelo clube da Bobadela, o AD Novas Luzes e foi em representação deste competiu nos Jogos Olímpicos Tóquio2020, em 2021, onde devido à chuva caíu, acabando por ficar lesionada.
O seu recorde pessoal na prova são 66,40 metros, alcançados em Leiria em 2021, um recorde português.
Em 2024, voltou a apurar-se para os Jogos Olímpicos, ao ganhar a medalha de bronze no Campeonato Europeu Roma2024.